# 合田一道
合田 一道（ごうだ いちどう / かずみち、1934年1月5日 - ）は、日本のノンフィクション作家。北海道上砂川町生まれ。佛教大学文学部卒業後、長く北海道新聞社に勤務、編集委員を務めた。退職後は札幌大学講師に着任。『定山坊行方不明の謎』で第1回北海道ノンフィクション賞（月刊クォリティ主催）大賞受賞。日本放送作家協会北海道支部長。北海道ノンフィクション集団代表。札幌市にてノンフィクション作家の養成講座「一道塾」を主宰。息子は歌手・音楽プロデューサー・ノンフィクション作家の合田道人。

## 著書
- 北海道祭りの旅 北海道新聞社 1977.5
- 夕陽と青春 満蒙開拓青少年義勇軍の記録 恒友出版 1979.8
- 流氷の海に女工節が聴える 新潮社 1980.8
- とけい台のかねがなる 萩原勇雄 画 1980.9 小学館のノンフィクション童話
- 定山坊・行方不明の謎 太陽 1981.1 くまブックス
- 北海道祭りのロマン 北海道新聞社 1982.4
- サケがかえってきた 戸田勇介 画 1982.10 小学館のノンフィクション童話
- あばれ熊太吉 士別屯田兵村誓誠組 河出書房新社 1983.10
- 北海道ふしぎふしぎ物語 幻洋社 1987.1
- 北海道こわいこわい物語 幻洋社 1988.7
- 紅蓮のごとく 仙台藩額兵隊・星恂太郎の生涯 五稜郭秘史 教育書籍 1988.12
- 北海道ゆかいゆかい物語 幻洋社 1989.4
- 北海道いがいいがい物語 北海道謎学紀行 幻洋社 1990.12
- 開拓団壊滅す 「北満農民救済記録」から 北海道新聞社 1991.8 道新選書
- 北海道幽霊の住所録 HBCへ寄せられた情報から 霊体験ドキュメント集 幻洋社 1991.8
- 北海道残酷史 幻洋社 1993.10
- 人間の死に際 北海道104人 北海道新聞社 1994.2
- 空農岩農ものがたり 岩見沢農業高等学校「空農岩農ものがたり」刊行委員会 1994.3
- 裂けた岬 「ひかりごけ」事件の真相 恒友出版 1994.4　「「ひかりごけ」事件」新風舎文庫
- 知床にいまも吹く風 「裂けた岬」と「ひかりごけ」の狭間 恒友出版 1994.10
- 北海道おどろおどろ物語 幻洋社 1995.8
- 日本人の死に際 幕末維新編 小学館 1995.11 「幕末維新・群像の死に際」小学館ライブラリー
- 日本の奇祭 青弓社 1996.11
- 日本史の現場検証 扶桑社 1998.6
- 日本史の現場検証 2 (明治・大正編) 扶桑社 1999.11
- 検証・満州一九四五年夏 満蒙開拓団の終焉 扶桑社 2000.8
- 咸臨丸栄光と悲劇の5000日 北海道新聞社 2000.11 道新選書
- 生と死をわけた一瞬 証言・極限からの生還者 2001.2 祥伝社黄金文庫
- 日本昔ばなしの裏話 扶桑社 2001.6
- 温泉開発に命を賭けた美泉定山 北国に光を掲げた人々 北海道科学文化協会 2004.3 北海道青少年叢書
- 現場検証 昭和戦前の事件簿 2004.6. 幻冬舎アウトロー文庫
- 龍馬、蝦夷地を開きたく 寿郎社 2004.6
- 激動昭和史現場検証 戦後事件ファイル22 2005.10 新風舎文庫
- 昭和史の闇〈1960-80年代〉現場検証 戦後事件ファイル22 2006.6 新風舎文庫
- 心の球は白球であれ 久慈次郎の生涯 北海道科学文化協会 2006.8 北国に光を掲げた人々
- 大君の刀 ブリュネが持ち帰った日本刀の謎 北海道新聞社 2007.2 道新選書
- 「北海道」の名づけ親松浦武四郎 北海道科学文化協会 2008.4 北国に光を掲げた人々
- 郷土を築いた屯田兵 三沢毅の生涯 北海道科学文化協会 2010.4 北国に光を掲げた人々
- 日本人の遺書 1858-1997 藤原書店 2010.7
- 北海道地名の謎と歴史を訪ねて 2010.10 ベスト新書
- 太平洋のかけ橋に 新渡戸稲造の生涯 北海道科学文化協会 2011.8 北国に光を掲げた人々
- 北海道地名をめぐる旅 2011.10 ベスト新書
- 評伝 関寛斎 藤原書店 2020

## 共著
- 義経伝説推理行 荒巻義雄共著 1993.7 徳間文庫
- 心に残る日々 堂垣内尚弘インタビュー集 「心に残る日々」刊行委員会 1994.6
- 日本猟奇・残酷事件簿 犯罪史研究会共著 扶桑社 2000.6
- 北の幽霊、南の怨霊 友成純一共著 同朋舎 2001.8 ホラージャパネスク叢書
- 人間登場 北の歴史を彩る NHKほっからんど212 第1-3巻 日本放送協会番組取材班共著 北海道出版企画センター 2003-2004
- 小杉雅之進が描いた箱館戦争 寺井敏 写真 小杉伸一監修 北海道出版企画センター 2005.10
- 北の事件簿 1-4 一道塾共著 太陽 2009-2010 くま文庫

## 参考
- http://bookweb.kinokuniya.co.jp/htm/4584123454.html